# Shuri (cómic)
Shuri (Aja-Adanna) es una superheroína ficticia que aparece en los cómics estadounidenses publicados por Marvel Comics. El personaje fue creado por el escritor Reginald Hudlin y el artista John Romita, Jr. y apareció por primera vez en Pantera Negra vol. 4 # 2 (mayo de 2005). Shuri es una princesa del reino ficticio africano de Wakanda. Ella es la hija de T'Chaka y Ramonda, hermana de T'Challa, que es el rey de Wakanda y la Pantera Negra, un título ganado y rango otorgado al jefe de la nación. Ella tiene un intelecto genio junto con su hermano T'Challa.
Después de que T'Challa se recupera de las heridas críticas sufridas en la batalla, Shuri es probada y encontrada adecuada para el papel de Pantera Negra y gobernante de Wakanda. Ella posee todas las habilidades mejoradas otorgadas a la Pantera Negra a través del antiguo ritual de Wakanda, es una hábil artista marcial, tiene acceso a una gran cantidad de tecnologías avanzadas y riqueza, y utiliza capacidades transmórficas aprendidas.
Junto con su papel en los cómics, Shuri ha aparecido en series de televisión y videojuegos relacionados. Letitia Wright interpreta al personaje en Marvel Cinematic Universe en las películas de Black Panther (2018), Avengers: Infinity War (2018) sufrida por el chasquido, Avengers: Endgame (2019) y la secuela de Black Panther: Wakanda Forever (2022) quien se convertiría en la nueva  Pantera Negra después de la muerte de T'Challa. Además, Ozioma Akagha da voz a dos versiones alternativas más jóvenes del personaje en la serie animada de Disney+ What If...? (2021).

## Historia de publicación
Creada por el escritor Reginald Hudlin y John Romita, Jr., Shuri apareció por primera vez en Pantera Negra vol. 4, #2 (mayo de 2005). El personaje, escrito originalmente como una princesa de Wakanda y personaje de apoyo entrena para suceder y eventualmente sucede con éxito a su hermano mayor T'Challa, convirtiéndose en la Pantera Negra y gobernante de Wakanda en su propio derecho.

## Biografía del personaje ficticio
La princesa de Wakanda, Shuri tiene como padre a T'Chaka y es su única hija. Desde una edad muy temprana Shuri codició el manto de Pantera Negra. Ella intenta desafiar al entonces Pantera Negra, su tío S'yan, por el manto, sólo para descubrir que ya había sido derrotado por su hermano mayor T'Challa. Durante un ataque a Wakanda por Klaw y un grupo de sus mercenarios, ella utiliza la Espada Ébano para derrotar al Hombre Radioactivo, matándolo en el proceso. Traumatizado por su primer asesinato, T'Challa promete entrenarla en el combate cuerpo a cuerpo, permitiéndole luchar en sus propios términos si alguna vez necesita tomar su lugar como líder de Wakanda.
Mientras T'Challa y su esposa la Reina Ororo están lejos como miembros de los Cuatro Fantásticos, acorazados estadounidenses alineados con Erik Killmonger se movieron a Wakanda. Con su Rey lejos, Shuri y sus consejeros decidieron colarse en los barcos en la noche e incapacitarlos. Durante el ataque, Shuri es capturada por los hombres de Killmonger y arrojada en una celda. Ella desafía a Killmonger mismo a una pelea, pero, al verla tan por debajo de él, envía a un grupo de sus hombres a luchar contra ella. Ella los derrota fácilmente y es sacada de su celda por Zuri, uno de los consejeros de T'Challa. Después de que T'Challa y Ororo dejan los Cuatro Fantásticos y vuelven a Wakanda, los Skrulls invaden Wakanda como parte de la Invasión Secreta. Shuri y su tío S'yan conducen la mayor parte del ejército de Wakanda a un asalto contra los Skrulls invasores, mientras T'Challa y Ororo combaten a sus líderes.
El príncipe Namor de Atlantis intenta reclutar a T'Challa para la Camarilla, un consejo secreto de supervillanos dirigidos por el Doctor Doom. Él rechaza la oferta, pero es atacado por los distintos miembros, y queda en un estado comatoso. La reina Ororo nombra a Shuri como su sucesora, y completa con éxito las diversas pruebas, otorgándose acceso a la hierba en forma de corazón. Sin embargo, cuando consume la hierba, el Dios Pantera de Wakanda no le confiere los poderes de la Pantera Negra, y en su lugar la rechaza debido a sus celos de toda la vida del manto de su hermano y su arrogancia en su presencia. Cuando el villano poderoso Morlun amenaza con aniquilar Wakanda por completo, Shuri asume la identidad y el equipo de Pantera Negra de todos modos, y logra salvar a Wakanda y resucitar a su comatoso hermano. A través de su humilde acto de autosacrificio se gana el manto de la Pantera Negra, y el Dios Pantera le concede sus poderes acompañantes.
Cuando un T'Challa ahora sin poderes descubre que el Doctor Muerte infectó a muchos oficiales y asesores de Wakanda con nanites, él va en busca de una manera de detenerlo, dejando a Shuri como gobernante interino de Wakanda. Shuri rastrea y combate a Namor, tratando de revisar por sí misma qué papel jugó en las heridas de su hermano. Juntos, T'Challa y Shuri descubren que los Wakandanos infectados, autodenominados Desturi, tienen la intención de organizar una revolución, tomando el poder en Wakanda para sí mismos.
Con los Desturi del Doctor Muerte derrocando exitosamente al gobierno titular de Wakanda, él se encuentra con acceso al mayor suministro mundial de vibranio. Shuri y un T'Challa de nuevo con poderes, que fueron capaces de evitar la infección de los nanocitos de Muerte debido a sus sentidos aumentados, siguen siendo los únicos Wakandianos fuera del control de Muerte. Ellos se unen a Coloso, Nightcrawler y Wolverine de la Patrulla X para recuperar el control de Wakanda. Lo logran, pero Muerte roba una gran parte del vibranio. Shuri viaja por el mundo, tratando de destruir la red criminal de Muerte y recuperar el vibranio robado. Muerte utiliza las cualidades místicas inherentes del vibranio para tomar el control de todo el vibranio procesado en el planeta, y Shuri y los otros héroes intentan luchar y detenerlo. Lo logran cuando T'Challa utiliza las propias estratagemas místicas de Muerte contra él, haciendo que todo el vibranio procesado en el planeta quede inerte.
Con Wakanda luchando económicamente, Shuri viaja a la Tierra Salvaje para reunirse con Ka-Zar y obtener un balance de vibranio natural presente allí. Son atacados por Klaw, que quiere el vibranio para su propio uso. Ellos lo derrotan, pero una erupción volcánica provocada por sus ondas sonoras cubre el vibranio y lo hace inalcanzable. Ella sigue la pista de otras reservas en Madripoor y Nueva York, pero Klaw ya hace que tropas de AIM excaven ambos sitios y surgen luchas. Klaw había creado un monstruo llamado M.U.S.I.C. utilizando el vibranio, con la intención de colocarlo en la estación espacial de AIM para esclavizar al mundo. Con la ayuda de otros héroes, como Wolverine, Spider-Man y la Viuda Negra, Shuri es capaz de frustrar su plan.
Después del ataque de Namor contra Wakanda durante Avengers vs. X-Men, Shuri declara la guerra a Atlantis, a pesar de las protestas de su hermano. Los Wakandianos virtualmente nivelan Atlantis, dejando solo unos pocos sobrevivientes atlantes. En represalia por el asalto de Shuri en Atlantis, Namor les miente a los agentes de Thanos al decirles falsamente que las Gemas del Infinito estaban ubicadas en Wakanda. Después de que las tropas de Wakandan se vieron obligadas a retirarse de un contraataque del ejército de Thanos, Shuri se entera de Dora Milaje que T'Challa estuvo en contacto con Namor durante el conflicto Wakandan / Atlante y que permitió que Namor entrara en la Necrópolis varias veces. durante el conflicto. Como resultado, Shuri destierra a T'Challa de la capital de Wakanda.
Durante la historia de Infinity, se muestra que Shuri es el director de la Escuela de Estudios Alternativos de Wakanda.
Cuando Wakanda es atacada por la Camarilla durante la historia de Time Runs Out, Shuri se sacrifica quedándose atrás para evitar a Proxima Midnight para que T'Challa pueda escapar. Su muerte se confirma más tarde cuando su espíritu se ve entre los del pasado de Panteras Negras.
Como parte de All-New, All-Different Marvel, T'Challa se muestra tratando de revivir el cuerpo de Shuri. El alma de Shuri había trascendido al Djalia, que era un plano espiritual que consistía en las memorias completas de Wakanda. Allí, Shuri se entrenó bajo la tutela de un espíritu griot que había tomado la forma de su madre, Ramonda. Mientras entrenaron, el espíritu griot compartió los recuerdos no solo de Wakanda, sino también antes de que se formara la nación. Con la ayuda de Manifold, T'Challa pudo combinar su tecnología y la inclinación de la realidad de Manifold para devolver el alma de Shuri al plano físico. Después de su reavivamiento, Shuri había sido imbuida con un poder similar al del espíritu griot. Ella había sido informada de los eventos que tenían lugar en su ausencia, incluyendo el colorete Dora Milaje y la rebelión liderada por Tetu y Zenzi. Shuri se había propuesto enfrentar al colorete Dora Milaje y convencerlos de unir fuerzas con T'Challa para detener la rebelión y la marcha contra la Ciudad Dorada, lo cual ella tuvo éxito al hacer. Con el poder unido de Shuri, T'Challa, Manifold, Dora Milaje y las fuerzas de Wakanada, Tetu fue derrotado aunque Zenzi había escapado. Cuando la rebelión llegó a su fin, Shuri se unió al consejo de Wakanda que había sido establecido por T'Challa.

## Poderes y habilidades
Antes de someterse a las pruebas para convertirse en la Pantera Negra, Shuri era una artista marcial entrenada extensivamente. Después de las pruebas, como las Panteras Negras antes que ella, Shuri consume hierba en forma de corazón; esto le concedió mayor velocidad, agilidad, fuerza, resistencia y sentidos. Su uniforme está compuesto de vibranio.
A través de su entrenamiento bajo la tutela de un espíritu griot mientras estaba en Djalia, Shuri había estado impregnada de nuevas habilidades sobrenaturales que le permitieron transformar su cuerpo en un material flexible parecido a una piedra que también le otorgó una durabilidad mejorada que no puede ser abollada por la normalidad. Disparos o poderosas armas de energía dirigida. Shuri también es capaz de animorfismo, lo que le permite transformarse a sí misma y con quien sea que esté en contacto directo en una bandada de pájaros negros o un ave grande y singular.
El entrenamiento de Shuri en el Djalia también le dio mucha velocidad y la capacidad de reanimar temporalmente a los cadáveres de Wakandan. Reanimar los cadáveres de Wakandan le quita mucha energía, lo que significa que puede hacerlo solo por un corto período de tiempo.

## Otras versiones

### Marvel Mangaverse
Un personaje similar a Shuri, la hermana menor de T'Challa, T'Channa, apareció en Marvel Mangaverse. Le dio la espalda al pueblo de Wakanda, y en su lugar se convirtió en una aprendiz y más tarde la sucesora del Doctor Muerte.

## En otros medios

### Televisión
- Shuri apareció en la serie animada Pantera Negra, con la voz de Kerry Washington.
- Shuri aparece en Avengers Assemble:
  - En la cuarta temporada, como Avengers: Secret Wars, episodio "El Ojo de Agamotto" Pt. 1, con la voz de Kimberly Brooks.[24] Ella es la líder en el avance tecnológico de Wakanda y se muestra al hablarle a su hermano T'Challa que regrese a Wakanda estado en desorden. Encuentra a él y al Capitán América en un castillo de la isla donde lo rastreó con su tecnología Wakandan y los ayuda a enfrentar al Barón Mordo, quién se apoderó del talismán de Kaluu. Con su intelecto, cambio el código del talismán de Mordo, al salvar a su hermano y al Capitán América, y T'Challa destruye el báculo de Mordo siendo absorbido a otra dimensión. Por orden de T´Challa, Shuri se queda al mando de Wakanda, hasta un sujeto llamado Agamotto salió del portal encerrando a Mordo, y destruye el talismán de Kaluu, al decirles que lo lleven con el Doctor Strange.
  - En la quinta temporada, como Avengers: Black Panther's Quest, con la voz de Daisy Lightfoot (para los episodios posteriores).[25] Tiene un papel secundario.
- Shuri aparece en Lego Marvel Super Heroes - Black Panther: Trouble in Wakanda, interpretado por Daisy Lightfoot.[26]
- Shuri aparece en Marvel Rising: Operation Shuri, con la voz de Daisy Lightfoot.[27][28]

### Cine
- Letitia Wright interpreta a Shuri en el universo cinematográfico de Marvel:
  - Aparece en la película de acción en vivo de Black Panther.[29] A diferencia de su homólogo de cómic, Shuri es una genia técnica, superior a Tony Stark, que se complace en diseñar los conjuntos y los artilugios para su hermano. Incluso cuando se queda en Wakanda, ella ayuda controlando los vehículos de modo remoto gracias a uno de sus inventos. Después de que Erik Killmonger desafía a T'Challa en un combate singular por el trono de Wakanda, ella y la familia real huyen. M'Baku y la tribu montañesa acuerdan ayudarlos, y revelan que T'Challa no está muerto, aunque está herido. Shuri ayuda a restaurar su salud y poder, y colabora ansiosamente en la insurrección contra el usurpador. Ella se une a la batalla con guantes de vibranio en forma de pantera, en ayudar a Nakia. Ella también ayuda al agente aliado de la CIA, Everett K. Ross para detener el transporte de las armas de Wakanda que están previstas bajo las órdenes de Killmonger para comenzar una insurrección global. T'Challa compra un edificio en Oakland, California, y nombra a Shuri como líder tecnológico y de investigación del nuevo programa Wakanda. En la escena poscréditos, se ve a Shuri ayudando a Bucky Barnes a recuperarse tras los acontecimientos de Capitán América: Civil War.
  - Shuri regresa en Avengers: Infinity War.[30] Ella intenta encontrar una forma de extraer la Gema de la Mente de Visión sin ser destruido lo que necesita ganar tiempo mientras los Vengadores, Pantera Negra, varias Dora Milaje y la Tribu Jabari se enfrentan contra el ejército de los Outriders liderados por Proxima Midnight, Corvus Glaive y Cull Obsidian. Cuando la Bruja Escarlata se une a la batalla dejando a Shuri y Visión defendidos solo por Ayo, todos son atacados por Glaive y ella queda inconsciente en su laboratorio. El material promocional confirma que Shuri estaba entre los muertos cuando Thanos eliminó la mitad del universo.[31]
  - Wright volverá a interpretar su papel de Shuri en Avengers: Endgame. Ella es restaurada a la vida por Bruce Banner al usar el Guante del Infinito, aparece en T'Challa, Okoye, junto con el resto de los Vengadores, el ejército de Wakanda y de Asgard, para enfrentar al ejército de Thanos. Después de la derrota de Thanos, reunida con su madre y hermano, asiste al funeral de Tony Stark.
  - Wright volverá a interpretar su papel en la secuela Black Panther: Wakanda Forever,[32] sin embargo, a partir del 28 de agosto de 2020, las actualizaciones de la secuela se desconocen debido al fallecimiento del actor de T'Challa, Chadwick Boseman. En la película, luego de la muerte de su hermano, Shuri se convierte en la nueva Pantera Negra, para enfrentar a un nuevo enemigo llamado Namor.

### Videojuegos
- Shuri se puede jugar como un disfraz mejorado para Black Panther en Marvel Heroes.
- Shuri se puede jugar como uno de los personajes principales en el paquete Black Panther DLC para Lego Marvel's Avengers.[33]
- Shuri es un personaje jugable en Lego Marvel Super Heroes 2, con la voz de Susie Wokoma.[34]
- Shuri aparece como un personaje jugable en Marvel Future Fight.[35]
- Shuri aparece como un personaje jugable en Marvel Puzzle Quest.[36]
- Shuri aparece como un personaje jugable en Marvel Contest of Champions.[37]